# Трасология

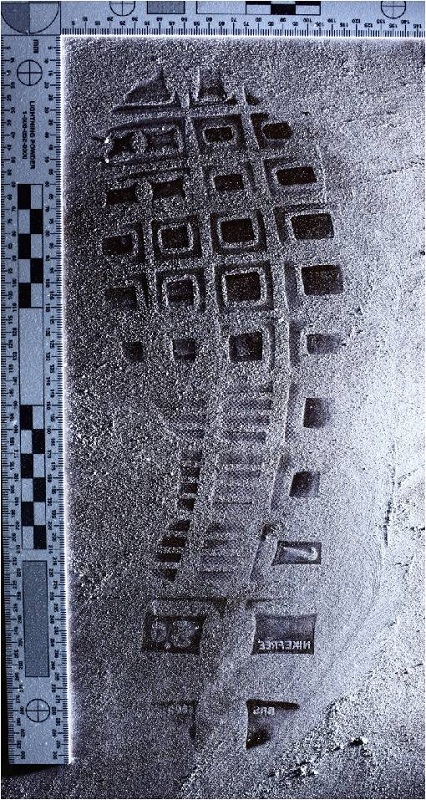
Следы обуви человека

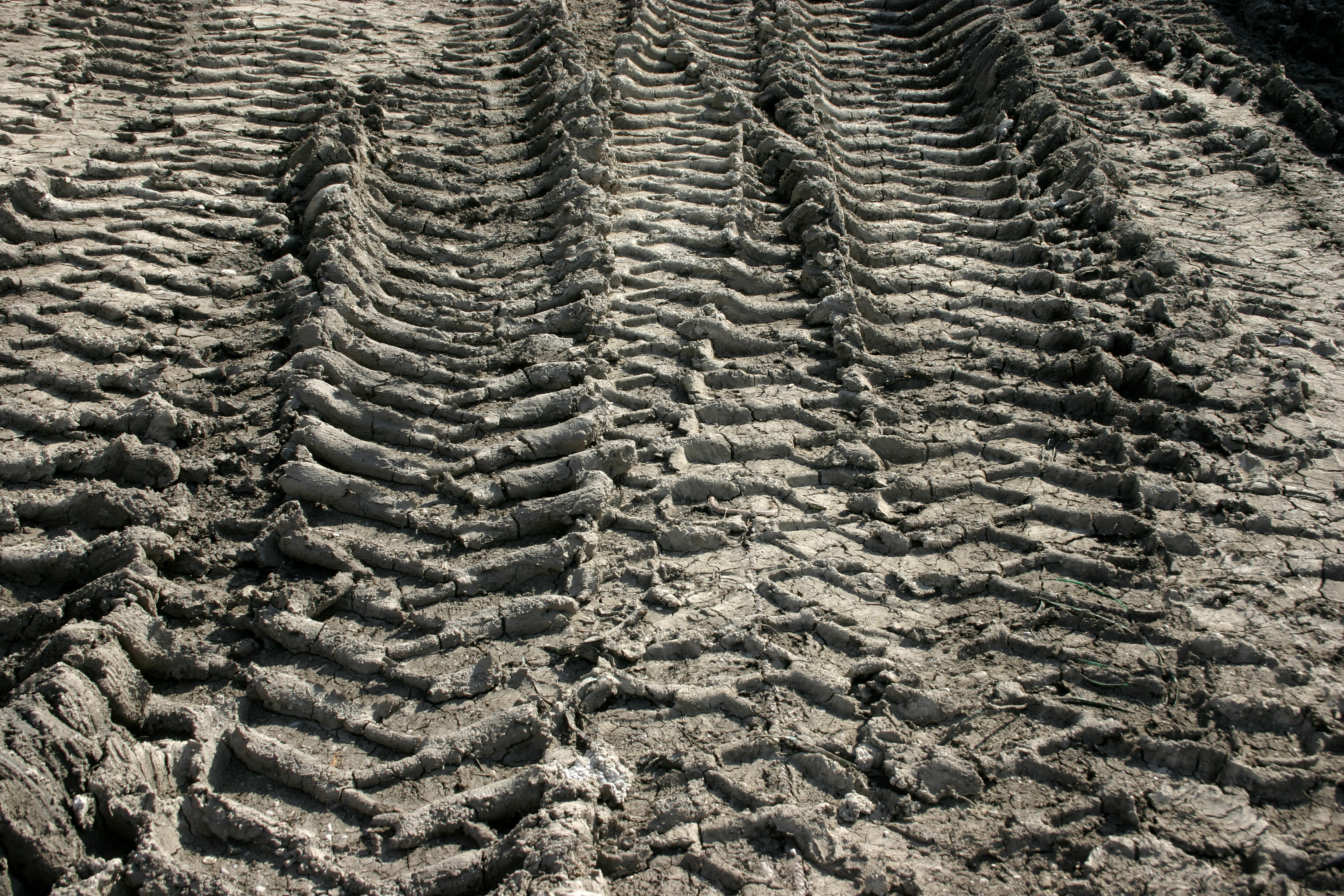
Следы транспортных средств

Трасоло́гия (от фр. la trace — «след» и греч. λόγος — «учение») — криминалистическое (главным образом) учение о следах, один из центральных разделов криминалистической техники, в котором изучаются теоретические основы и закономерности возникновения следов, отражающих механизм совершения преступления; разрабатываются рекомендации по применению методов и средств обнаружения, изъятия и исследования следов в целях выяснения обстоятельств, значимых для раскрытия, расследования и предупреждения преступлений.
Методы трасологии с середины XX века находят применение и в археологических исследованиях. Археологическая трасология — метод познания деятельности человека в прошлом через изучение её следов: на древних орудиях из камня, кости, металла и/или других материалов, а также следы применения этих орудий — следы обработки.

## Следы преступления
Следами преступления являются любые изменения среды, возникшие в результате совершения в этой среде преступления. Следы преступления классифицируются на материальные и идеальные следы. К первым относятся «отпечатки» события на любых материальных объектах: предметах, документах, теле потерпевшего и т. д. Под идеальными следами понимают отпечатки события в сознании, памяти преступника, потерпевшего, свидетелей и других людей. Также ряд ученых (например, В. А. Мещеряков), анализируя особенности формирования следовой картины при совершении преступления в сфере компьютерной информации, пришли к выводу о необходимости введения понятия «виртуальных следов» как промежуточной стадии между материальными и идеальными.
Трасология изучает любые следы механического воздействия, являющиеся подгруппой материальных следов.

## Задачи
Наиболее общая классификация задач трасологии — деление на идентификационные и диагностические задачи. Под идентификацией понимается установление индивидуально определённого объекта, оставившего след, под диагностикой — вывод о способе образования следа.
Примеры более частных задач:
- установление пригодности следов для идентификации
- определение механизма и условий следообразования
- определение свойств и признаков следообразующего объекта
- установление отдельных обстоятельств образования следов
- отождествление объекта, оставившего след
- решение вопроса, не оставлены ли следы, изъятые с мест разных происшествий, одним и тем же объектом.

## Система трасологии
В трасологии, основываясь на классификации объектов, оставляющих следы, выделяют три крупных ответвления: следы человека (гомеоскопия), следы орудий и инструментов и следы транспортных средств.
Разделом трасологии является дактилоскопия — наука о способе идентификации человека по узорам на подушечках ногтевых фаланг пальцев рук человека. Трасология также занимается и изучением папиллярных линий на ладонях. Папиллярные линии пальцев рук считаются исключительно надёжным способом идентификации, поскольку они индивидуальны для каждого человека и достаточно устойчивы. Следы ног позволяют сделать вывод о направлении и темпе движения человека, о росте и особенностях походки, а также об особенностях обуви. Возможна также идентификация человека по следам зубов. Следы ногтей не имеют достаточно выраженных частных признаков и поэтому непригодны для идентификации, однако могут дать информацию об обстоятельствах событий.
Раздел, изучающий следы орудий и инструментов, ещё называется механоскопия. Изучение следов орудий на месте происшествия может позволить определить механизм взлома, вид применявшегося инструмента, количество и примерные физические характеристики преступников, наличие определённого навыка обращения с инструментом.
В случае, если следы оставлены транспортным средством (колёсами автомобиля, мотоцикла, велосипеда и др.), следы исследуются для ответа на вопрос о направлении движения, типе (марке) транспортного средства и/или его ходовой части (шины). Объектом трасологии также могут быть отделившиеся детали транспортного средства (например, осколки стёкол, частицы краски).